# Астрагал чашечный
Астрага́л ча́шечный, или Астрагал ча́шечковый (лат. Astragálus calycínus) — многолетний полукустарник, вид рода Астрагал (Astragalus) семейства Бобовые (Fabaceae).

## Ареал и среда обитания
Редкий кавказский вид. Произрастает на Кавказе и в Закавказье, в России на территории Ростовской области, Ставропольского края, Калмыкии, Дагестана, Чечни, Северной Осетии и Кабардино-Балкарии, встречается также в Армении.
Предпочитает травянистые и щебенистые склоны пригорья и степи.

## Описание
Многолетние растение. Не имеет длинных наземных побегов, высота от 10 до 25 см. Листья 3-4 парные, обратнояйцевидной формы, 15-18 мм длиной, 8-10 мм шириной, с обеих сторон густо прижато-волосистые. Соцветия — немногоцветковые, яйцевидные. Цветоносы короче листьев. Плод — боб. Цветёт в мае — июне. Размножение семенное.

## Охрана
Указан в Красных Книгах: Ростовской области, Республики Калмыкия, Ставропольского края.